# Port Authority of New York and New Jersey
Port Authority of New York and New Jersey (PANYNJ) – największy kompleks portowy na Wschodnim Wybrzeżu, trzeci co do wielkości przeładunku w USA. Położony przy ujściu rzeki Hudson do Oceanu Atlantyckiego, w stanach: New Jersey i Nowy Jork (w mieście Nowy Jork), po przeciwległych brzegach rzeki, która rozdziela te dwa stany. Port zajmuje powierzchnię ok. 3900 km², w promieniu ok. 40 km od Statuy Wolności w Nowym Jorku. 
W skład zespołu portowego wchodzi 7 portów towarowych podlegających zarządowi władz kompleksu: Port Newark (NJ, mieszany), Elizabeth-Port Authority Marine Terminal (NJ, kontenerowy), PA Auto Marine Terminal (NJ, samochodowy), Brooklyn Piers (NY, mieszany), Red Hook Container Terminal (NY, kontenerowy, RORO), Howland Hook Marine Terminal (NY, kontenerowy) oraz terminal obsługujący ruch pasażerski – Manhattan Cruise Terminal. Ponadto działa szereg terminali będących własnością prywatną. Poza infrastrukturą portową kompleks obejmuje system autostrad, mostów i tuneli biegnących pod rzeką, łączących New Jersey z Nowym Jorkiem, terminal autobusowy, system kolejowy, porty lotnicze (LaGuardia, JFK, Newark Liberty International Airport, Teterboro), połączenia promowe (Staten Island Ferry). Port Authority of New York and New Jersey było właścicielem kompleksu World Trade Center, aż do końca 2000 roku. W 2001 roku kompleks został kupiony przez Larry’ego Silversteina.
Zespół portowy jest najważniejszym w USA pod względem przeładunku samochodów (łącznie 728,72 tys. sztuk; 2004) oraz jednym z ważniejszych jeśli chodzi o przeładunek takich towarów jak banany czy kakao. PANYNJ jest trzecim co do wielkości ruchu kontenerowego portem w Stanach Zjednoczonych (prawie 4,5 mln TEU; 2004 rok), po kalifornijskich portach Los Angeles i Long Beach (odpowiednio: 7,3 mln TEU i 5,3 mln TEU; 2004 rok). Najważniejszymi produktami importowanymi były napoje, pojazdy i plastik. Głównymi produktami eksportowymi były pulpa drzewna, plastik i maszyny. W 2004 roku do portu zawinęło ok. 5300 statków. Najwięcej towarów przybywających do portu pochodziło z portu Point Tupper w Nowej Szkocji (Kanada). Natomiast eksport skierowany był w największej mierze do Hongkongu.